# Give It Away (álbum de Gaither Vocal Band)
Give it away es el 18.º álbum de estudio del cuarteto Góspel estadounidense Gaither Vocal Band, en su formación de cuarteto vocal y el decimoquinto bajo su nombre actual. Fue grabado en el transcurso del año 2005 y lanzado el 24 de enero de 2006 por Spring Hill Records y Gaither Gospel Music. El estilo enérgico de sus acompañamientos, la sobriedad en las interpretaciones y la madurez de sus composiciones, le permitieron obtener una buena acogida entre el público y la crítica y cosechar dos premios GMA Dove Awards en la última ceremonia de entrega que tuvo lugar el 27 de abril de 2007, además de una nominación al Premio Grammy en la categoría Mejor álbum Gospel, Country and Bluegrass del año 2006.

## Canciones del álbum
1. Bread Upon the Water 	(Grein, Grein) 	4:04
2. I Catch 'Em, God Cleans 'Em 	(Gaither, Silvey, Williams) 	3:02
3. Jesus Loves Me 	(Warner)	3:47
4. I'll Tell It Wherever I Go 	(Dorsey) 	3:22
5. My Journey to the Sky 	(Austin) 	2:36
6. Through 	(Gaither, Gaither, Sykes) 	3:40
7. Glorious Impossible 	(Beck, Cartee, Wills) 	4:57
8. Worthy the Lamb 	(Gaither ...) 	5:05
9. Eagle Song 	(Taff, Taff) 	3:06
10. Love Can Turn the World 	(Gaither, Silvey, Williams) 	4:10
11. You're Looking at a Child Forgiven 	(Gaither, Jennings) 	3:23
12. Why Me? 	(Kristofferson) 	4:01
13. I Will Go On 	(Gaither, Gaither) 	4:31
14. Place Called Hope 	(Gaither, Gaither, Silvey) 	4:25
15. Give It Away 	(Gaither, Gaither) 	5:09

## Comentario
El álbum marca el debut de la nueva formación del grupo, presentando a Marshall Hall (en reemplazo de Russ Taff) como nuevo barítono y la más reciente integración del cuarteto, el tenor Wes Hampton, quien llegó para suplir la ausencia del popular David Phelps. Esta nueva integración demostró ser más que una simple sustitución, por cuanto imprimió un nuevo aire y estilo al sonido del cuarteto, haciéndose acreedor de un nuevo nicho de seguidores y una calurosa recepción de la crítica, como lo confirman los numerosos reconocimientos que obtuvo durante el año 2007.
El disco abre con un clásico de Imperials, Bread upon the water, el que marca el poderoso inicio de la presentación, pasando por versiones renovadas de baladas como Eagle Song, (de los mismos Imperials) y la sobresaliente Glorious Impossible. El tema Why Me? es la versión de una melodía del connotado Kris Kristofferson. En la misma línea de renovación siguen nuevas e interesantes versiones de dos tradicionales canciones de Jordanaires, la popular Journey to the Sky y I'll Tell it Wherever I Go alcanzando, el disco, su punto más álgido en la excelente interpretación de Marshall Hall del centenario himno Jesus Loves Me.
Mientras la revisión de clásicos es la tónica de este y otros álbumes de la banda, las canciones originales del disco siguen catapultando al tándem de compositores Gaither & Gaither como una auténtica factoría de "clásicos instantáneos".

## Give It Away (DVD Release)
El 15 de agosto del año 2006 fue lanzada en formato DVD la versión en video del disco en concierto llamada Gaither Vocal Band Give It Away, grabada completamente en vivo, tuvo lugar el 21 de marzo del 2006 en el histórico centro de eventos Indiana Roof Ballroom de Indianápolis, Estados Unidos. Además de sus anfitriones contó con la participación del cuarteto Ernie Haase & Signature Sound, Gordon Mote y Larry Wayne Morbitt entre otros. La realización fue producida por Bill Gaither y dirigida por Doug Stuckey.